# L'Art du Comprendre
 (septembre 2013).
Si vous disposez d'ouvrages ou d'articles de référence ou si vous connaissez des sites web de qualité traitant du thème abordé ici, merci de compléter l'article en donnant les références utiles à sa vérifiabilité et en les liant à la section « Notes et références ».
L'Art du comprendre : anthropologie philosophique, anthropologie phénoménologique, herméneutique générale est une revue philosophique éditée à Paris depuis 1994, d’abord par le « Cercle herméneutique » (France), puis par la Société d'études et de recherches philosophiques et historiques.

## L'Art du Comprendre
L'Art du Comprendre est une revue philosophique d’études, de recherche et de débats intellectuels dans les domaines de l’anthropologie philosophique, de l’anthropologie phénoménologique et de l'herméneutique. Fondée à Paris en 1994, par le philosophe Philippe Forget et le psychiatre Georges Charbonneau, elle s’est consacrée, dans sa première orientation, aux rapports de l’homme au monde, à autrui et à soi, et a publié de nombreuses études couvrant le champ de la phénoménologie psychiatrique, de la Daseinanalyse et de l’anthropologie historico-philosophique. Après le désengagement de Georges Charbonneau en 2002, L’Art du Comprendre a renforcé son orientation anthropologique, philosophique et historique, en étendant son champ de recherche aux herméneutiques plurielles ou à des penseurs insuffisamment pratiqués. La direction en est assurée par Philippe Forget et Claude-Raphaël Samama, son directeur éditorial depuis 2002, elle dispose aujourd’hui d’un Comité scientifique de 13 membres dans ses différents domaines de recherche, et fait appel exclusivement à des universitaires reconnus.

## Historique
Les numéros parus depuis 2002 comprennent les titres suivants (2e série) :
- Giordano Bruno et la puissance de l’infini, nº11 et 12, 2003 ; 2e édition en 2005 ;
- Penser le prophétisme : Le clair et l’obscur, nº13), 2004 ;
- Gœthe. Phénomènes, signes et formes du monde, nº14, 2005 ;
- Philosophies de l’Humanisme, nº15, 2006 ;
- W. James, C.-S. Peirce, J. Dewey : tradition et vocation du pragmatisme, nº16, 2007;
- Récits du Monde, Récits de l’Homme, nº17, 2008 ;
- G.B.Vico et la naissance de l’anthropologie philosophique (N°7), 2e édition – 2009;
- Alfred North Whitehead. Le procès de l’univers et des savoirs, nº18, 2009 ;
- L’identité humaine et ses formations culturelles : autrui et soi en question, nº19, 2010 ;
- Wittgenstein et les questions du sens, nº20, 2011 ;
- La Nature et son souci. Philosophie et Ecologie, nº21, 2012 ;
- Sciences et philosophie de la culture chez Ernst Cassirer, nº22, 2013 ;

. Lumières et anti-Lumières au Royaume-Uni, n°23, 2014;
. Nietzsche : L'Herméneutique au péril de la Généalogie ? n°24, 2015;
. Visages de la pensée ibérique, n° 25, 2018;

## Éditions et distributions
La revue était éditée trois fois par an par le « Cercle herméneutique », puis, depuis 2002, elle paraît une fois l’an, publiée par la Société d’études et de recherches philosophiques et historiques,. Elle est aussi diffusée par les éditions Vrin.